# Pietro Giovanni Calvano
Pietro Giovanni Calvano (Siena, fine secolo XV – Sassari, 1568) è stato un pittore italiano.
Fece parte della scuola manierista sviluppatasi a Sassari sotto la guida di Giovanni del Giglio a partire dal 1530 circa. 

## Biografia
Fu forse figlio di Giacomo Calvano il padovano che alcune fonti dicono allievo di Mantegna, tuttavia dell'attività precedente quella sassarese non sappiamo nulla, fatta eccezione per la sua provenienza senese. Nella città turritana è documentato a partire dal 1531, quando stila una perizia per il castello assieme a Giovanni del Giglio. Il 29 aprile 1532, assieme ai pittori Giovanni Ibert e Leonardo Serra gli viene commissionato il retablo del Crocifisso per la chiesa sassarese di Santa Maria di Betlem, completato dallo scultore Monserrat Virgili nel 1537. Nello stesso anno acquistò una casa dal suo collega Giovanni del Giglio, il quale intervenne quale amministratore dell'Ospedale di Santa Croce, che poi rivendette in parte nel 1562. Morì nel 1568, avendo avuto cinque figli: Francesco, Ambrogio, Giovanni Agostino, Geronima e Laura. Di questi solo Ambrogio Calvano fu pittore, ereditando la bottega paterna situata nei pressi del duomo.

## Stile e opere
Il fatto che provenisse da Siena ha indotto anche ad attribuirgli alcune opere che sembrano ispirarsi al primo manierismo toscano di Rosso Fiorentino e Domenico Beccafumi, come il Retablo di Ploaghe, che però va ricondotto alla personalità del caposcuola, Giovanni del Giglio. 
Attualmente gli vengono attribuite importanti opere come il Retablo di Ozieri, parte del Retablo di Benetutti (1539-49) e il Retablo di Bortigali (1539-51)